# 莫里森十字路口 (阿拉巴馬州)
莫里森十字路口（英語：Morrison Crossroads）是一個位於美國阿拉巴馬州蘭道夫縣的非建制地區和人口普查指定地區。根據2010年美國人口普查，該地人口為219人，而該地的面積約為13.64平方千米。

## 地理
莫里森十字路口的座標為33°25′35″N 85°29′36″W / 33.42639°N 85.49333°W，而該地最高點為海拔高度339米（即1112英尺）。